# Perizoma lychnobia
Perizoma lychnobia là một loài bướm đêm trong họ Geometridae.